# Cicatriz
Cicatriz est un groupe de punk rock espagnol, originaire de Vitoria, Alava, au Pays basque. Il se nomme dans un premier temps Cicatriz en la matriz, car il se composait au début de son chanteur Natxo et de sa compagne nommée Poti, raccourcissant par la suite le nom pour Cicatriz, après le départ de Poti.
Le groupe compte trois albums studio et un album live. Les quatre membres de la formation classique sont morts du SIDA ou d'une surdose d'héroïne (Pakito, Pedro et Natxo du SIDA, et Pepín en raison d'une surdose). 

## Biographie
Cicatriz est officieusement formé en 1983 dans un centre de désintoxication de Las Nieves, à Vitoria, en tant que thérapie de groupe. Ils nomment le groupe Cicatriz en la matriz, dans lequel ils font chanter Natxo Etxebarrieta et sa compagne Poti, avec Pescadilla, Pedro Landatxe et José Arteaga (Pepín). Après quelques changements de formation, le groupe se consolide avec Natxo et Poti au chant, Pepín à la guitare, Pakito Rodrigo à la basse, et Pedro Landatxe à la batterie, avec laquelle ils enregistrent une démo homonyme à Pampelune en 1984. La même année, Poti quitte le groupe.
En 1985, désormais sous le nom de Cicatriz, ils enregistrent leur première référence, le split Disco de los cuatro (Soñua), avec Kortatu, Jotakie et Kontuz-Hi! Cicatriz y contribue avec trois morceaux : Escupe, Cuidado burócratas et Enemigo público (également connu sous le titre de Aprieta el gatillo). Cicatriz commence à se populariser au Pays basque grâce à son attitude constante de provocation. 
1986 devient une grande année pour le groupe. Ils entrent pour enregistrer leur premier album aux studios Elkar (Lasarte), avec Jean Phocas comme technicien du son et Josu Zabala (de Hertzainak) à la production. Le résultat qui en sort est Inadaptados, l’album considéré par la presse locale comme l’un des plus importants du punk rock en Espagne. Cette année-là, ils sont choisis comme « meilleur groupe live » par les lecteurs du journal Egin.
En 1987, le premier changement de formation s'effectue lorsque Goar Iñurrieta entre en remplacement de Pepín, qui a commencé à être touché par l'héroïne. En 1988, un événement paralyse l'activité du groupe. Le 3 mars, peu après sa sortie de prison, le frère de Natxo, Polvorilla, meurt de cirrhose. À cette période, Natxo se trouvait à Amsterdam, aux Pays-Bas, et à son retour aux funérailles, il est arrêté à Barajas et condamné à quatre ans et deux mois de prison. Son séjour en prison serait immortalisé dans la chanson La 204. 
En 1992, sort leur dernier album studio, Colgado por ti, dans lequel le groupe introduit encore plus de sons proches du heavy metal. Au début, Natxo ne voulait pas chanter, alors le reste du groupe ira en studio pour enregistrer tout en cherchant un chanteur pour le remplacer, y compris Carlos Muhammad du groupe RIP.
En juillet 1995, Pedro Landatxe décède, victime du SIDA. Quelques mois plus tard vers 1996, Natxo Etxebarrieta décède de la même cause.
En 2009, Goar Iñurrieta annonce la création d'un groupe hommage à Cicatriz, Goar Cicatriz. En 2012, leurs albums sont réédités par Zika Records. En 2015 émerge le groupe Zarpazo! a Cicatriz, un groupe formé par Gaizka Etxebarrieta, frère de Natxo Etxebarrieta, qui joue entre 2015 et 2016 en hommage à Cicatriz. En 2016 sort un documentaire du groupe intitulé Inadaptados, en hommage à leur premier album.

## Membres
- Natxo Etxebarrieta Jiménez - chant (1983-1996)
- José Luis « Pakito » Rodrigo - basse (1984-1994)
- Pedro Landatxe - batterie (1984-1995)
- José « Pepín » Arteaga (1984-1987) - guitare
- Goar Iñurrieta - guitare (1987-1996)
- Marieli Arroniz « La Poti » - chant (1983-1984)
- Manolo - batterie (1983)
- El Pescadilla - basse (1983)
- Diego « Dieguillo » Garai (Quemando Ruedas) - basse (1994-1996)
- Pedro Antonio Fernández Iradier (Rock DAM) - batterie (1994-1996)

## Discographie

### Albums studio
- 1986 : Inadaptados (Oihuka)
- 1991 : 4 años, 2 meses y 1 día (réédité par Zika Records en 2012)
- 1992 : Colgado por ti (réédité par Zika Records en 2012)
- 1994 : En directo (réédité par Zika Records en 2012)

### Démo
- 1984 : Cicatriz en la matriz

### Splits
- 2000 : Disco de los cuatro (Soñua)